# Discodeles guppyi
Discodeles guppyi és una espècie de granota que viu a Papua Nova Guinea i a Salomó.
Està amenaçada d'extinció per la pèrdua del seu hàbitat natural.